# العكدة (جبلة)

تعديل مصدري - تعديل

العكدة محلة تابعة لقرية شعفات، التابعة لعزلة الشراعي بمديرية جبلة إحدى مديريات محافظة إب في الجمهورية اليمنية، بلغ تعداد سكانها 81 حسب تعداد اليمن لعام 2004.